# Poloweltmeisterschaft 2008

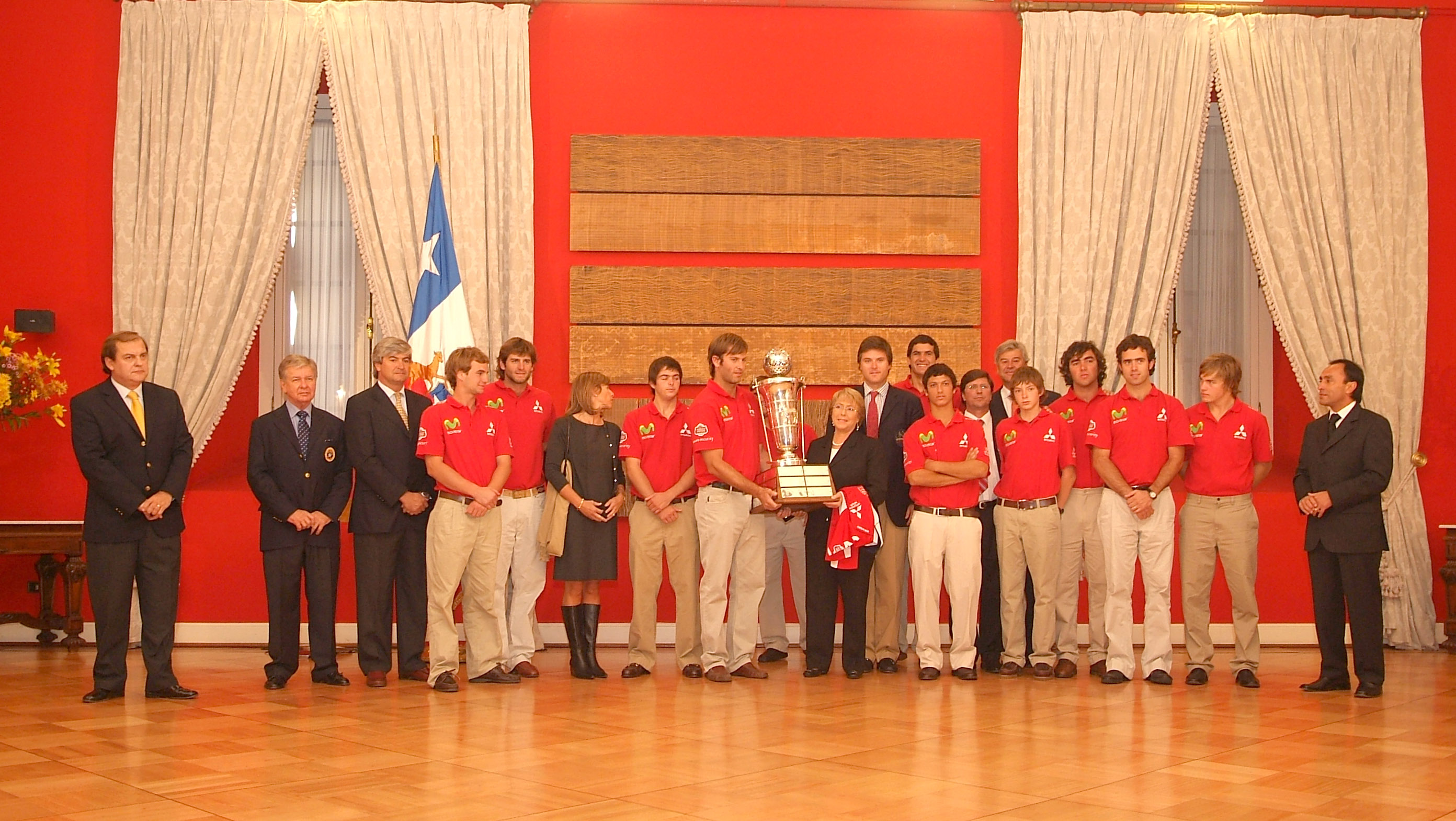
Die Mannschaft Chiles wird nach dem Titelgewinn von Staatspräsidentin Michelle Bachelet empfangen

Die VIII. Poloweltmeisterschaft fand vom 21. April bis 3. Mai 2008 in Mexiko-Stadt statt. Der Weltpoloverband (FIP) betraute im Frühjahr 2005 den Balvanera Polo and Country Club, der auch das nationale Reitsportzentrum Mexikos beherbergt, mit der Ausrichtung. Das Mannschaftshandicap war begrenzt auf 14.

## Qualifikationsturniere
Um der wachsenden Popularität des Sports Tribut zu zollen, weitete die FIP das Teilnehmerfeld deutlich aus. Im Vorfeld der Weltmeisterschaft ermittelten zwischen Februar und Mai 2007 30 Nationalmannschaften in vier Qualifikationsturnieren die acht Finalteilnehmer. Argentinien, das sonst im Polosport vorherrschend ist, konnte sich nicht qualifizieren, ebenso wenig Deutschland.

### Termine
- Südamerika: 7. – 17. Februar 2007 in Punta del Este, Uruguay
- Asien, Ozeanien, Afrika: 25. Februar – 4. März 2007 in Auckland, Neuseeland
- Europa: 19. – 29. April 2007 in Sotogrande, Spanien
- Nord- und Zentralamerika: 28. April – 6. Mai 2007 in Tecamac, Mexiko

## Mannschaften
In der Gruppe A spielten Chile, Kanada, Neuseeland und Spanien. Die Gruppe B bestand aus Brasilien, England, Mexiko und Südafrika.
| - Brasilien: - Marcelo Junqueira (Coach) - Carlos E. Soares - Gustavo Toledo - Caio Siquini - Goncalo Maltarazzo - André Luiz Junqueira - Pedro H. Ganon - Renato Diniz Junqueira - Chile - Alejandro Vial (Coach) - Martín Iturrate (Hcp 3) - Matías Vial Pérez (5) - Juan E. L. Sarolla (3) - Alejandro Vial Pérez (5) - Juan P. V. Larraín (3) - Recaredo O. Vega (1) - Santiago Pereira (1) - Matías U. Ureta (1) - Romano Vercellino (3) - Antonio Pereira (5) - England - Nina Clarkin (Hcp 3) - George Meyrick (4) - John Martin (2) - Edward G. Hitchman (3) - Henry Fisher (3) - Tom Morley (5) | - Kanada - Steve Dalton (Coach, Manager) - Dave Offen (Coach, Manager) - Marcelo R. Abbiati (Hcp 5) - Kyle Fargey (2) - Cody Offen (2) - Robert Stenzel (2) - Brandon Phillips (5) - Deyelle Fargey (2) - Mexiko - Diego Solórzano (Hcp 4) - Alejandro G. de Parada (3) - Valerio Aguilar (5) - Diego V. Villareal (2) - Oskar Garibay (4) - Julio Gracida (5) - Carlos Gracida Jun. (1) - Jesús Solórzano Jun. (2) - Ulysses Escapite (3) - Eloy Escapite Jesús (5) - Neuseeland - Cody Forsyth (Coach) - Richard Hunt (Manager) - Craig Wilson (Hcp 6) - Michael Henderson (4) - Tom Hunt (3) - David Miller (3) - Robert Watson (5) - Lochie Hunter (4) - Kit Brooks (3) | - Spanien - Benjamín Araya (Coach) - Mario G. Durán (Hcp 3) - Ignacio Domecq Urquilo (4) - Nicolás Álvarez Cervera (3) - Pascual Sáenz de Vicuña (3) - Gonzaga Valdés (3) - Südafrika - Guy Watson (Hcp 5) - Terence Spilsbury (3) - Gary Spilsbury (2) - Selby Williamson (5) - John Eustace (4) - Clive Millman (3) - Crispin Cheadle (1) - Michael-John Marlton (4) |

## Spielergebnisse
24. April
England – Brasilien 5:7
Neuseeland – Kanada 5:4,5
Spanien – Chile 5:6
Mexiko – Südafrika 9:5
26. April
Mexiko – England 9:8
27. April
Spanien – Neuseeland 8:7
Chile – Kanada 8:6
Südafrika – Brasilien 6:7
29. April
Spanien – Kanada 9:6
Neuseeland – Chile 6:14,5
Mexiko – Brasilien 5:8
England – Südafrika 4:4,5
1. Mai
1. Semifinale: Brasilien – Spanien 7:5
2. Semifinale: Chile – Mexiko 10:4
3. Mai
Spiel um Platz drei: Mexiko – Spanien 13:12
Finale: Chile – Brasilien 11:9
Südamerika ist damit der erfolgreichste Kontinent: Bei bisher acht Weltmeisterschaften gingen 7 Pokale nach Südamerika (einmal gewann Chile, je dreimal Brasilien und Argentinien).

## Platzierungen
| Platz | Land | Sportler                                                                  |
| ----- | ---- | ------------------------------------------------------------------------- |
| 1     | CHI  | Recaredo Ossa, Romano Vercellino Alejandro Vial Perez, Matías Vial Perez  |
| 2     | BRA  | Renato Diniz Junqueira, Pedro Henrique Ganon Caio Siquini, Gustavo Toledo |
| 3     | MEX  | Valerio Aguilar, Ulysses Escapite Carlos Gracida Jun., Julio Gracida Jun. |
| 4     | ESP  | Nicolás Álvarez, Ignacio Domecq Pascual Saenz de Vicuña, Gonzaga Valdéz   |